# Hauzenöd
Hauzenöd ist ein Gemeindeteil der Gemeinde Lengdorf im Landkreis Erding in Oberbayern.

## Lage
Die Einöde Hauzenöd liegt 1,35 Kilometer nordwestlich von Lengdorf.

## Bevölkerung

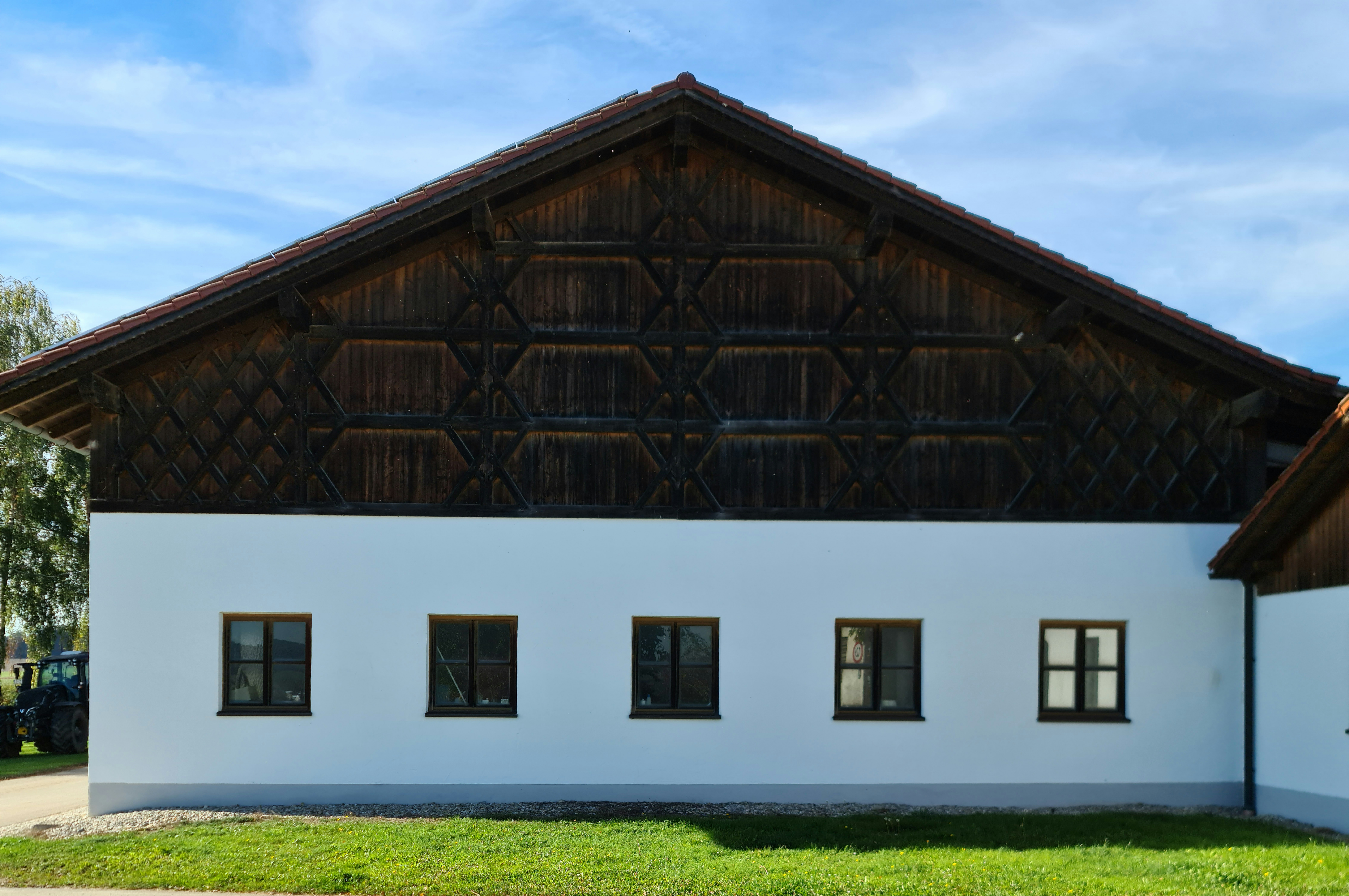
Bundwerkgiebel, Hauzenöd 1

Im Mai 1987 lebten in Hauzenöd sieben Einwohner in zwei Wohngebäuden.
| Jahr      | 1871 | 1925 | 1950 | 1970 | 1987 |
| Einwohner | 5    | 6    | 7    | 4    | 7    |